# Jindřich Fleischner
Ing. Jindřich Fleischner (5. března 1879, Jičín – 14. srpna 1922, Berlín, Německo) byl český hospodářský a sociální pracovník. Vystudoval chemii na Vysoké škole technické. Pod vlivem teorie Wilhelma Ostwalda se začal zabývat sociálními aspekty technické práce. Po roce 1918 byl ministerským radou na ministerstvu veřejných prací.
Mimo psaní odborných publikací ze svého oboru též překládal z francouzštiny (Anatole France, André Gide, Maurice Maeterlinck) z němčiny (Johann Wolfgang von Goethe).
Jeho literární pozůstalost je uložena v Národní knihovně ČR a v Památníku národního písemnictví v Praze.

## Dílo
- Studentská otázka a studentské sebevraždy. Napsal kolektiv autorů. (1904). Dostupné online.
- Technikové a veřejná správa (1910). Dostupné online.
- Technická kultura: sociálně-filosofické a kulturně-politické úvahy o dějinách technické práce (1916, znovu 1922) Dostupné online
- Chrám práce: Socialistická čítanka (1919). Dostupné online.
- Socialisace v praksi: Příspěvek k diskusi o společenské technice socialismu (1920). Dostupné online.
- Dělník a průmyslová výroba: Hospodářsko-technická příručka pro závodní výbory (1921). Dostupné online.
- Výchova k práci: Přednášky a referáty z let 1919 až 1921 (1921). Dostupné online.
- Závodní rady a jejich úkoly (1921). Dostupné online.

### Překlady
- André Gide: Immoralista : román, KDA, svazek 98 a 99, Praha : Kamilla Neumannová, 1913